# Sindbad's Storybook Voyage
Sindbad's Storybook Voyage (anciennement Sinbad's Seven Voyages) est une attraction du parc Tokyo DisneySea à Tokyo Disney Resort au Japon. Elle appartient à la zone appelée Arabian Coast sur le thème des Mille et Une Nuits.

## Le concept
Sindbad's Storybook Voyage est une croisière scénique à travers différents tableaux animés par des audio-animatronics. L'histoire et le thème reposent sur les aventures de Sinbad le marin, légende appartenant aux contes des Mille et Une Nuits. Elle utilise une mise en scène semblable à un mélange entre les attractions It's a Small World et Pirates des Caraïbes avec ses décors, ses personnages stylisés et sa bande-son en boucle.

## L'attraction
- Nom :
  - Sinbad's Seven Voyages de septembre 2001 à septembre 2006
  - Sindbad's Storybook Voyage depuis le 29 mars 2007
- Ouverture : 4 septembre 2001 (ouverture du parc)
  - Rénovation : 29 mars 2007
- Durée : 7 min 30 s
- Audio-animatronics : 127 personnages et 36 animaux
- Nombre de bateaux : 24
- Capacité des bateaux : 24 passagers
- Longueur du canal : 320 m
- Type d'attraction : croisière scénique
- Situation : 35° 37′ 43″ N, 139° 52′ 53″ E

### Sindbad's Seven Voyages
C'est la version d'origine de cette attraction. Elle offrait aux visiteurs la possibilité de revivre les aventures de Sinbad le marin, telles qu'elles se déroulent dans le conte.
Le voyage débute dans le port de Bagdad, cité florissante animée de nombreuses activités de rues. Les visiteurs suivent Sindbad prêt à partir pour un voyage commercial. Trois vieux sages les mettent en garde contre les dangers de l'océan.
Puis, les voyageurs se retrouvent dans la nuit, au beau milieu des récifs des sirènes. Celles-ci, entourées d'épaves fracassées contre les rochers, délivrent leur chant envoûtant à l'intention des imprudents, très certainement en vue d'une issue fatale. Les bateaux, s'écartant de ce danger, rejoignent Sindbad sur la côte alors qu'il tente de sauver sa marchandise. L'expédition s'étant échouée sur une île inconnue, les marins cherchent de la nourriture. Après avoir trouvé des œufs gigantesques, ils entreprennent de les casser et de cuisiner les poussins géants à l'intérieur. Mais ceci ne peut qu'irriter l'oiseau Roc, la mère des poussins, qui s'abat subitement sur les marins.
Après avoir échappé à ce danger, le groupe découvre une caverne abritant un fabuleux trésor. Cette masse d'or fait perdre la tête, et la plupart des marins, malgré les avertissements de Sindbad, se ruent dessus. Les visiteurs aperçoivent alors un géant monstrueux surveillant les imprudents au fond de la caverne. La scène suivante montre ce même géant ayant attrapé deux des marins (certainement pour les dévorer), alors que les autres lèvent l'ancre dans l'urgence, tout en emportant le plus d'or possible.
La scène suivante s'avère plus tranquille. Sindbad vient de faire escale dans une riche cité, où ses affaires vont visiblement fleurir. Puis commence le retour vers Bagdad. Il faut franchir un détroit peuplé d'hommes-singes particulièrement hostiles. Au passage des voyageurs, ils se mettent à les lapider. L'expédition se réduisant de plus en plus, Sindbad et ses deux derniers camarades se retrouvent perdus en pleine nuit sur l'océan, et ils accostent sur un îlot abandonné. Mais cet îlot s'avère être en réalité une baleine monstrueuse, dont seul le dos émergeait, et cet animal les entraîne dangereusement vers la côte.
Finalement, Sindbad est capable de rejoindre Bagdad, où il est accueilli triomphalement par la population. Là s'achève ce voyage mouvementé.
La décision fut prise de modifier cette attraction en 2006, ce qui déboucha sur Sindbad's Storybook Voyage.

### Sindbad's Storybook Voyage
Il s'agit de la nouvelle version de l'attraction, avec une révision de l'histoire (cette fois-ci il s'agit plus d'une nouvelle aventure de Sindbad que de celles du conte). L'enchaînement général des scènes est le même, bien que ces scènes soient modifiées. On notera l'introduction d'une nouvelle piste musicale avec chanson, intitulée The Compass of Your Heart, composée par Alan Menken (compositeur des musiques de nombreux films Disney, notamment Aladdin), ainsi que l'ajout d'un petit tigre, Chandu, pour accompagner le héros.
Le voyage débute dans le port de Bagdad comme auparavant. Sindbad et Chandu s'apprêtent à partir pour un voyage commercial, en compagnie des visiteurs. Très vite, Sindbad s'échoue sur un récif au beau milieu d'une mer déchaînée. Des sirènes lui portent alors secours, et le conduisent sur la terre la plus proche.
Sur cette île inconnue, les voyageurs croisent la route de pirates habillés de noir, entreprenant de voler les œufs de l'oiseau Roc. Sindbad et Chandu offrent leur aide à l'oiseau, et mettent en déroute les pirates noirs. Plus loin, en suivant la trace des forbans, Sindbad déjoue leur plan consistant à dérober l'or d'un géant. Après les avoir neutralisés et libéré le géant, il repart vers la destination de son voyage.
Au retour, les voyageurs empruntent un détroit peuplé d'hommes-singes amicaux, les accueillant chaleureusement. Puis, Sindbad, se retrouvant sur le dos d'une baleine, qu'il avait pris au départ pour un îlot, retourne vers Bagdad, où la population lui réserve un accueil triomphal.